# Eden Natan-Zada
Eden Natan-Zada, עדן נתן-זדה em hebraico (9 de julho de 1986 - 4 de agosto de 2005), foi um soldado judeu  israelense, pertencente a uma família judia iraniana que emigrou para Israel. Em 4 de agosto de 2005, Eden abriu fogo dentro de um ônibus, em Shefa-'Amr, no norte de Israel, matando quatro cidadãos árabes israelenses e ferindo doze outros.  No momento em que  recarregava sua arma para mais uma rodada de tiros, foi imobilizado e desarmado. Depois de algemado, foi espancado até a morte por uma multidão.
O atentado de Natan-Zada foi interpretado como um protesto pessoal contra o governo israelense, em razão do Plano de retirada unilateral de Israel da Faixa de Gaza. O soldado israelense havia desertado do Tzahal e pertencia a um movimento de extrema-direita ilegal, o Kach, que defende a expulsão dos árabes da Terra Santa.  Doze pessoas foram indiciadas pela morte de Natan-Zada. Familiares das vítimas do atentado e lideranças árabes, como Mohammed Barakeh, presidente do Hadash e residente em Shefa-'Amr, protestaram contra a decisão de indiciar os moradores de Shefa-'Amr, ao mesmo tempo em que foram  encerradas as investigações sobre os crimes de Natan-Zada. Barakeh considerou que a acusação se voltara contra as vítimas, em razão da etnia dos envolvidos.Nenhuma das famílias das vítimas do soldado  foi indenizada pelo governo israelense.